# Ian Peel
Ian Peel, född 18 januari 1958 i Skipton-on-Swale, är en brittisk sportskytt.
Han tävlade i olympiska spelen 1988, 2000 samt 2004 och blev olympisk silvermedaljör i trap vid sommarspelen 2000 i Sydney.